# Burega
Burega (Kinyarwanda Umurenge wa Burega) ist einer von 17 Sektoren im Distrikt Rulindo in der Nordprovinz von Ruanda.

## Geographie
Burega hat eine Fläche von 32,4 km² und liegt auf einer Höhe von etwa 1900 m. Der Sektor unterteilt sich in die drei Zellen Butangampundu, Karengeri und Taba. Nachbarsektoren sind im Norden Buyoga, im Osten Mutete, im Südosten Ntarabana und im Südwesten Cyinzuzi. Die Nordgrenze des Sektors bildet der Fluss Muyanza und die Südostgrenze der Rusine. Im Westen des Sektors befindet sich zudem das Muyanza-Wasserreservoir.

## Bevölkerung
Nach der Volkszählung von 2022 betrug die Einwohnerzahl 13.893 Einwohner. Zehn Jahre zuvor waren es 12.730, was einem jährlichen Bevölkerungszuwachs von 0,9 Prozent zwischen 2012 und 2022 entspricht.

## Verkehr
Durch die Südhälfte des Sektors führt eine nicht asphaltierte District Road.